# Fred Jessey
Fred Jessey (ur. 3 września 1977) – nigeryjski zapaśnik walczący w stylu wolnym. Olimpijczyk z Aten 2004, gdzie zajął dwudzieste miejsce w kategorii 66 kg.
Ósmy na mistrzostwach świata w 2006. Mistrz igrzysk afrykańskich w 2003, drugi w 1999 i 2007. Zdobył dwa medale na mistrzostwach Afryki w latach 2000 - 2006. Brązowy medalista igrzysk Wspólnoty Narodów w 2002 roku.